# Phú Tân (huyện Cà Mau)
Phú Tân là một huyện cũ thuộc tỉnh Cà Mau, Việt Nam.

## Địa lý
Huyện Phú Tân nằm ở phía tây nam tỉnh Cà Mau, có vị trí địa lý:
- Phía đông giáp huyện Cái Nước
- Phía tây giáp Vịnh Thái Lan
- Phía nam giáp huyện Năm Căn
- Phía bắc giáp huyện Trần Văn Thời.

## Hành chính
Huyện Phú Tân có 9 đơn vị hành chính cấp xã trực thuộc, bao gồm thị trấn Cái Đôi Vàm (huyện lỵ) và 8 xã: Nguyễn Việt Khái, Phú Mỹ, Phú Tân, Phú Thuận, Rạch Chèo, Tân Hải, Tân Hưng Tây, Việt Thắng.

## Lịch sử
Trước năm 1975, vùng đất huyện Phú Tân ngày nay thuộc quận Cái Nước, tỉnh An Xuyên.
Ngày 20 tháng 9 năm 1975, Bộ Chính trị ban hành Nghị quyết số 245-NQ/TW về việc hợp nhất tỉnh Bạc Liêu, tỉnh Cà Mau và 2 huyện Vĩnh Thuận, An Biên (ngoại trừ 2 xã Đông Yên và Tây Yên) của tỉnh Rạch Giá sẽ hợp nhất lại thành một tỉnh, tên gọi tỉnh mới cùng với nơi đặt tỉnh lỵ sẽ do địa phương đề nghị lên.
Ngày 20 tháng 12 năm 1975, Bộ Chính trị ban hành Nghị quyết số 19/NQ về việc hợp nhất tỉnh Bạc Liêu và tỉnh Cà Mau thành một tỉnh, tên gọi tỉnh mới cùng với nơi đặt tỉnh lỵ sẽ do địa phương đề nghị lên.
Ngày 24 tháng 2 năm 1976, Chính phủ Cách mạng Lâm thời Cộng hòa miền Nam Việt Nam ban hành Nghị định số 3/NQ/1976 về việc hợp nhất tỉnh Bạc Liêu và tỉnh Cà Mau thành một tỉnh mới, lấy tên là tỉnh Bạc Liêu – Cà Mau.
Ngày 10 tháng 3 năm 1976, Ban đại diện Trung ương Đảng và Chính phủ ban hành Nghị quyết về việc thành lập tỉnh Minh Hải trên cơ sở đổi tên tỉnh Bạc Liêu – Cà Mau.
Ngày 29 tháng 12 năm 1978, Hội đồng Chính phủ ban hành Quyết định số 326-CP về việc thành lập huyện Phú Tân trên cơ sở 16 xã, 1 thị trấn huyện lỵ (thị trấn Cái Đôi và 4 xã: Phú Mỹ A, Phú Mỹ B, Tân Hưng Tây, Việt Khái) của huyện Cái Nước.
Ngày 25 tháng 7 năm 1979, Hội đồng Chính phủ ban hành Quyết định số 275-CP về việc:
- Chia xã Tân Hưng Tây thành xã Tân Hải và xã Tân Hưng Tây.
- Chia xã Việt Khái thành 3 xã: Việt Hùng, Việt Khái, Việt Thắng.
- Chia xã Phú Mỹ A thành 3 xã: Phú Mỹ, Phú Thành, Phú Thuận.
- Chia xã Phú Mỹ B thành xã Phú Hiệp và xã Phú Hòa.
- Đổi tên thị trấn Cái Đôi thành thị trấn Phú Tân.

Huyện Phú Tân có thị trấn Phú Tân và 10 xã: Phú Hiệp, Phú Hòa, Phú Mỹ, Phú Thành, Phú Thuận, Tân Hải, Tân Hưng Tây, Việt Hùng, Việt Khái, Việt Thắng.
Ngày 28 tháng 3 năm 1983, Hội đồng Bộ trưởng ban hành Quyết định số 23-HĐBT về việc:
- Chia thị trấn Phú Tân thành thị trấn Phú Tân và xã Tân Phong.
- Chia xã Tân Hải thành xã Tân Hải và xã Tân Nghiệp.
- Chia xã Việt Khái thành 3 xã: Việt Cường, Việt Dũng, Việt Khái.

Huyện Phú Tân có thị trấn Phú Tân và 14 xã: Phú Hiệp, Phú Hòa, Phú Mỹ, Phú Thành, Phú Thuận, Tân Hải, Tân Hưng Tây, Tân Nghiệp, Tân Phong, Việt Cường, Việt Dũng, Việt Hùng, Việt Khái, Việt Thắng.
Ngày 17 tháng 5 năm 1984, Hội đồng Bộ trưởng ban hành Quyết định số 75-HĐBT về việc sáp nhập toàn bộ diện tích và dân số của huyện Phú Tân vào huyện Cái Nước.
Ngày 6 tháng 11 năm 1996, Quốc hội ban hành Nghị quyết về việc chia tỉnh Minh Hải thành tỉnh Bạc Liêu và tỉnh Cà Mau. Huyện Cái Nước thuộc tỉnh Cà Mau.
Ngày 17 tháng 11 năm 2003, Chính phủ ban hành Nghị định số 138/2003/NĐ-CP về việc tái lập huyện Phú Tân trên cơ sở 44.595 ha diện tích tự nhiên và 109.642 người của huyện Cái Nước.
Huyện Phú Tân có 44.595 ha diện tích tự nhiên và 109.642 nhân khẩu; có 7 đơn vị hành chính cấp xã trực thuộc, bao gồm thị trấn Cái Đôi Vàm và 6 xã: Phú Mỹ, Phú Tân, Tân Hải, Việt Thắng, Tân Hưng Tây, Nguyễn Việt Khái.
Ngày 23 tháng 11 năm 2004, Chính phủ ban hành Nghị định số 192/2004/NĐ-CP về việc:
- Thành lập xã Phú Thuận trên cơ sở 3.925 ha diện tích tự nhiên và 11.359 người của xã Phú Mỹ.
- Thành lập xã Rạch Chèo trên cơ sở 4.450 ha diện tích tự nhiên và 9.998 người của xã Tân Hưng Tây.

Ngày 24 tháng 10 năm 2024, Ủy ban Thường vụ Quốc hội ban hành Nghị quyết số 1252/NQ-UBTVQH15 về việc sắp xếp đơn vị hành chính cấp xã của tỉnh Cà Mau giai đoạn 2023 – 2025 (nghị quyết có hiệu lực từ ngày 1 tháng 12 năm 2024). Theo đó, sáp nhập 1,43 km² diện tích tự nhiên và quy mô dân số là 578 người của xã Nguyễn Việt Khái vào thị trấn Cái Đôi Vàm.
Huyện Phú Tân có 1 thị trấn và 8 xã.
Ngày 12 tháng 6 năm 2025, Quốc hội ban hành Nghị quyết số 202/2025/QH15 về việc sắp xếp đơn vị hành chính cấp tỉnh (nghị quyết có hiệu lực từ ngày 12 tháng 6 năm 2025). Theo đó, sáp nhập tỉnh Bạc Liêu vào tỉnh Cà Mau.
Ngày 16 tháng 6 năm 2025, Quốc hội ban hành Nghị quyết số 203/2025/QH15 về việc Sửa đổi, bổ sung một số điều của Hiến pháp nước Cộng hòa xã hội chủ nghĩa Việt Nam. Theo đó, kết thúc hoạt động của đơn vị hành chính cấp huyện trong cả nước từ ngày 1 tháng 7 năm 2025.

## Kinh tế - xã hội
Huyện Phú Tân nằm trong hành lang ven biển Tây (Vịnh Thái Lan), là vùng chiến lược phát triển kinh tế biển của tỉnh Cà Mau. Theo tuyến hành lang này, thị trấn Cái Đôi Vàm là đô thị ven biển Tây, liên kết với các đô thị quan trọng khác dọc theo tuyến đường đê biển Tây như: thị trấn Sông Đốc, khu dân cư cửa Đá Bạc, cửa Khánh Hội. Huyện Phú Tân có điều kiện liên kết với các địa phương khác trong tỉnh Cà Mau để phát triển kinh tế nội địa và kinh tế biển.

## Dân số
Huyện Phú Tân có diện tích 461,87 km², dân số năm 2019 là 97.703 người, mật độ dân số đạt 212 người/km².
Huyện Phú Tân có diện tích 450,60 km², dân số quy đổi tính đến ngày 31/12/2022 là 133.581 người, mật độ dân số đạt 296 người/km².
Huyện Phú Tân có diện tích 450,45 km², dân số quy đổi tính đến ngày 31/12/2024 là 133.288 người, mật độ dân số đạt 295 người/km².

## Giao thông
Trung tâm huyện Phú Tân nằm trên trục giao thông Đông – Tây của tỉnh Cà Mau, đấu nối với trục Quốc lộ 1 đoạn Cà Mau – Năm Căn tại thị trấn Cái Nước.